# Svarîțevîci, Dubrovîțea
Svarîțevîci (în ucraineană Сварицевичі) este localitatea de reședință a comunei Svarîțevîci din raionul Dubrovîțea, regiunea Rivne, Ucraina.

## Demografie
Componența lingvistică a localității Svarîțevîci
     Ucraineană (99,66%)
     Alte limbi (0,34%)
Conform recensământului din 2001, majoritatea populației localității Svarîțevîci era vorbitoare de ucraineană (99,66%), existând în minoritate și vorbitori de alte limbi.